# Control del Estado Rector de Puerto
El Control del Estado Rector de Puerto (CERP) es la inspección de buques extranjeros en otros puertos nacionales por oficiales o inspectores del Estado Rector de Puerto. El propósito de esta inspección es verificar la competencia del capitán y de los oficiales a bordo, revisar las condiciones de un buque y que su equipamiento cumpla con los requerimientos de las convenciones internacionales (por ejemplo, Solas, Marpol, STCW, etc) y que la nave es manejada y operada en cumplimiento de las leyes internacionales aplicables (por ejemplo, los diferentes tratados de la OMI).
Europa pertenece a la zona París MOU. Su funcionamiento así como los buques detenidos y otros datos de interés vienen reflejados en su página web. www.parismou.org
Los países iberoamericanos pertenecen en su mayoría a la zona de Viña del Mar, también conocida como Acuerdo Latino. http://alvm.prefecturanaval.gob.ar/cs/ciala/home Archivado el 21 de abril de 2017 en Wayback Machine.

Signatarios al MDE de París (azul), MDE de Tokio (rojo), MDE del Océano Índico (verde), MDE del Mediterráneo (verde oscuro), Acuerdo Latino -Viña del Mar- (Amarillo), MDE del Caribe (oliva), MDE de Abuya (rojo oscuro), MDE del Mar Negro (chocolate) y el MDE de Riad (azul oscuro).

- Datos: Q1567986